# Al-Walā' wa-l-barā'
Al-Walā' wa-l-barā' (arabisch الولاء والبراء, DMG al-walāʾ wa-l-barāʾ ‚Loyalität und Lossagung‘) ist eine Doktrin des zeitgenössischen wahhabitischen und salafistischen Islams, die die Gläubigen zu einem bestimmten Sozialverhalten auffordert. Loyalität und Freundschaft (walāʾ) soll man demnach nur zu wahren Muslimen unterhalten, allen anderen Menschen gegenüber dagegen Lossagung und Meidung (barāʾ) üben. Über die konkreten sozialen und politischen Implikationen dieser Doktrin, die sich auf bestimmte koranische Aussagen und Hadithe stützt, werden seit den 1980er Jahren Debatten geführt.

## Sprachliches
Der Ausdruck al-walāʾ wa-l-barāʾ setzt sich aus den beiden arabischen Substantiven walāʾ und barāʾ zusammen, die durch die Konjunktion wa- (und) verbunden sind und denen jeweils der arabische Artikel al- vorangestellt ist. Der Begriff walāʾ hat die Bedeutung von „Freundschaft, Wohlwollen, Hilfe, Unterstützung, Treue, Loyalität“ und wurde schon in vor- und frühislamischer Zeit im arabischen Raum für eine Form des Patronats bzw. des Klientelverhältnisses verwendet.
Barāʾ ist von dem arabischen Begriff barāʾa abgeleitet, der im vorislamischen Arabien den Ausschluss eines aufsässigen Mitglieds aus dem Stamm bezeichnete. Dieser Begriff wird auch im Koran verwendet, und zwar Sure 9:1, wo die Trennung der Muslime und von den Nicht-Muslimen erklärt wird: „Eine Aufkündigung (barāʾa) von Seiten Gottes und seines Gesandten an jene Beigeseller, mit denen ihr einen Bund geschlossen hattet“. Sure 9 wird deswegen auch als Sūrat al-Barāʾa bezeichnet. Die Wortform barāʾ für barāʾa ist dagegen modern. Sie erscheint erst in Veröffentlichungen der späten 1970er Jahre und wird fast ausschließlich als Reimwort in der Kombination al-Walāʾ wa-l-barāʾ verwendet. In vormoderner Zeit wurde der Begriff dagegen nur als Bezeichnung für die erste Nacht des Mondmonats verwendet, in der sich „der Mond von der Sonne löst“.

## Geschichte und Verbreitung
Bei Ibaditen und Schiiten gab es mit den Konzepten Walāya und Barā'a bereits seit frühislamischer Zeit eine ähnliche Doktrin, die allerdings stärker als al-Walā' wa-l-barā' der Abgrenzung gegenüber anderen Muslimen diente. Sunnitische Gelehrte wie Ahmad ibn Hanbal lehnten diese Doktrin jedoch als Bidʿa ab.
Vorformen der salafistischen Walā'-barā'-Doktrin finden sich im 14. Jahrhundert bei den beiden hanbalitischen Gelehrten Ibn Taimīya und Ibn Qaiyim al-Dschauzīya. Ibn Taimīya verfasste ein Werk mit dem Titel „Befolgung des geraden Weges bei dem Widerspruch gegen die Leute der Hölle“ (Iqtidāʾ aṣ-ṣirāt al-mustaqīm fī muḫālafat aṣḥāb al-ǧaḥīm). Darin führte er lange Liste von jüdischen, christlichen und anderen nicht-islamischen Festen auf, an denen Muslime auf keinen Fall teilnehmen sollten. Sein Schüler Ibn Qaiyim al-Dschauzīya fasste ein Werk über die Behandlung von Schutzbefohlenen ab, in dem er eine ganze Reihe von Koranversen anführte, die seiner Auffassung nach die Abgrenzung von Nicht-Muslimen vorschreiben. Neben Koran und Sunna referierte er auch Anweisungen und Schreiben der Kalifen der Umayyaden und der Abbasiden, die davor warnten, Schutzbefohlene unter islamischer Herrschaft in Amtsgeschäften zu beschäftigen.
Die Frage der Zusammenarbeit mit Ungläubigen wurde erneut im frühen 19. Jahrhundert in den Kreisen der Wahhabiten stark diskutiert. Während der Besetzung Arabiens durch die ägyptischen Truppen Muhammad Ali Paschas schrieb Sulaimān ibn ʿAbdallāh Āl asch-Schaich (1785–1818), ein Enkel von Muhammad ibn ʿAbd al-Wahhāb, einen Traktat mit dem Titel „Beweise hinsichtlich der Beurteilung der Loyalität gegenüber den Leuten der Beigesellung“ (al-Dalāʾil fī ḥukm muwālāt ahl al-išrāk), in welchem er argumentierte, dass Muslime, die Loyalität (muwālāt) gegenüber Beigesellern zeigten, sich diesen angleichen und damit faktisch selbst zu Ungläubigen werden. Mit den „Beigesellern“ meinte er die ägyptischen Truppen. Der Traktat richtete sich gegen ihre Unterstützer auf der arabischen Halbinsel.
Die Formel al-Walā' wa-l-barā' tauchte allerdings erst gegen Ende der 1970er Jahre in salafistischen Texten auf. Der erste Gelehrte, der eine Schrift darüber verfasste, war der in Kuweit lebende ägyptische Gelehrte ʿAbd ar-Rahmān ʿAbd al-Chāliq al-Yūsuf. Sein Text erschien 1978 zunächst als Beitrag zu der kuweitischen Zeitung „Al-Watan“ und wurde 1980 als eigenständiges Werk publiziert. Etwa um die gleiche Zeit bereitete der saudische Gelehrte Muhammad Saʿīd al-Qahtānī an der Umm-al-Qura-Universität in Mekka in Form einer Master-Arbeit die erste umfangreichere Studie über das Konzept vor. Als Betreuer der Arbeit, die er im Juni 1981 verteidigte, trat Muhammad Qutb, der Bruder von Sayyid Qutb, auf. Al-Qahtānīs Arbeit mit dem Titel „Zu den Begriffen des Bekenntnisses der frommen Altvorderen. Al-Walāʾ wa-l-barāʾ im Islam“ (Min mafāhīm ʿaqīdat as-salaf aṣ-ṣāliḥ. Al-Walāʾ wa-l-barāʾ fī l-islām) wurde noch im gleichen Jahr publiziert und umfasst 480 Seiten. Das Buch ist sehr populär und wurde in verkürzter Form in zahlreiche Sprachen übersetzt. Eine weitere wichtige Schrift zu al-Walā' wa-l-barā', die allerdings einen erheblich geringeren Umfang aufweist, stammt von Sālih ibn Fauzān, einem Mitglied des Saudischen Rats der großen Gelehrten und der Permanenten Kommission für wissenschaftliche Forschung und Erteilung von Fatwas.
Auch in der dschihadistischen Propaganda ist das Konzept al-Walā' wa-l-barā' sehr präsent. Aiman az-Zawāhirī, der heutigen Anführer von al-Qaida, trat schon im Dezember 2002 mit einer eigenen Schrift über al-Walā' wa-l-barā' an die Öffentlichkeit. Doku Chamatowitsch Umarow, bis 2013 Anführer der Dschihad-Kämpfer in Tschetschenien, bezeichnete es in einer Erklärung als eine der wichtigsten Pflichten im Islam. Personen, die „nicht der Meinung sind, dass die Ungläubigen (kuffār) unrein (naǧis) sind“ und danach streben, „ihre Freundschaft und Anerkennung zu erlangen“, wurden von ihm heftig kritisiert. Jafar Umar Thalib, der Führer der militant-islamischen Organisation Laskar Jihad in Indonesien, meinte, dass das al-Walā' wa-l-barā' erfordere, dass der gläubige Muslim den Islam und andere Muslime lieben und verteidigen müsse, während er sich umgekehrt vor dem Einfluss ungläubiger Menschen abschotten müsse. Der populäre, in Jamaika geborene Prediger Abdullah Faisal hat dem Thema al-Walā' wa-l-barā' eine 94 Minuten lange Vorlesung gewidmet, die im Internet veröffentlicht wurde. Er übersetzt das Konzept als „Loving and hating for the sake of Allah“. Nach Einschätzung Jarrett Brachmans ist al-Walā' wa-l-barā' neben Tauhīd, ʿAqīda, Takfīr und Dschihād eine der fünf Säulen, auf die sich dschihadistische Bewegung stützt.
In Saudi-Arabien war al-Walā' wa-l-barā' bis zum Schuljahr 2003/2004 auch ein wichtiger Gegenstand im Religionsunterricht. In dem Schulbuch für die 10. Klasse war dem Thema ein ganzes Kapitel gewidmet. Dort hieß es: „Al-Walā' wa-l-barā' hat eine große Bedeutung im Islam, wie der Prophet gesagt hat: Das stärkste Glaubensband ist die Liebe zu dem, was Gott liebt, und der Hass dessen, was Gott hasst. Mit diesen beiden Dingen erreicht man die Freundschaft (walāya) Gottes“. Das betreffende Kapitel in dem Schulbuch wurde aber zum Schuljahr 2003/2004 im Zuge einer Überarbeitung entfernt.

## Textliche Grundlagen
Als Beleg für die Richtigkeit der Walā'-Barā'-Doktrin werden verschiedene Koranverse angeführt, in denen Begriffe vorkommen, die von den arabischen Wortwurzeln w-l-y bzw. b-r-ʾ‚ abgeleitet sind. Hierzu gehören insbesondere zwei Verse am Anfang von Sure 60 (al-Mumtaḥana). In dem ersten heißt es: „O ihr, die ihr glaubt! Nehmt euch meine und eure Feinde nicht zu Freunden (auliyā)!. - doch ihr begegnet ihnen mit Zuneigung, obgleich sie nicht an das glauben, was von der Wahrheit zu euch gekommen war, und dabei den Gesandten und euch vertrieben haben, da ihr an Gott glaubt, euren Herrn“ (Sure 60:1). Als positives Vorbild wird den Gläubigen an der gleichen Stelle Abraham vorgehalten, der die Beziehung zu den Ungläubigen abbrach und sich von ihnen lossagte: „Ein schönes Vorbild habt ihr an Abraham und an denen, die mit ihm waren. Damals als sie sagten: ‚Wir haben mit euch und dem, was ihr noch außer Gott verehrt, nichts zu schaffen (innā burāʾ minkum wa-mimmā taʿbudūna min dūna Llāhi). Wir wollen nichts von euch wissen. Offenkundig wurden Feindschaft und Hass zwischen uns und euch für immer, bis ihr einzig und allein an Gott glaubt‘“ (Sure 60:4). Weitere Koranstellen, die zur Begründung der Doktrin herangezogen werden, sind:
- Sure 3:28: „Die Gläubigen sollen sich nicht die Ungläubigen anstatt der Gläubigen zu Freunden (auliyā') nehmen. Wer das tut, hat mit Gott nichts mehr zu tun. Anders ist es, wenn ihr euch vor ihnen wirklich fürchtet. Gott warnt euch vor sich selber. Zu Gott hin ist das Ziel.“
- Sure 4:89: „Sie hätten es gerne, dass ihr ungläubig wäret, so wie sie (selber) ungläubig sind, damit ihr alle gleich wäret. Nehmt euch daher von ihnen keine Freunde (auliyāʾ), bis sie auswandern auf dem Wege Gottes.“
- Sure 5:51: „Ihr Gläubigen! Nehmt euch nicht die Juden und die Christen zu Freunden (auliyāʾ)! Sie sind untereinander Freunde. Wer immer von euch sich ihnen anschließt (man yatawallāhum minkum), gehört zu ihnen. Gott leitet das Volk der Frevler nicht recht“.[19]

Zu den Hadithen in diesem Zusammenhang gehört ein überliefertes Prophetenwort, demzufolge die Liebe in Gott und der Hass in Gott „das festeste Band des Glaubens“ (auṯaq ʿurā al-īmān) sind.

## Inhaltliche Bestimmungen von al-Walā' wa-l-barā'

### ʿAbd ar-Rahmān ʿAbd al-Chāliq: die „milde“ Version
ʿAbd ar-Rahmān, der 1978 den ersten Text über Walā' und Barā' verfasste, behandelt die beiden Prinzipien darin separat in zwei Kapiteln. Im ersten Kapitel, das sich mit Walāʾ befasst, erklärt er, dass Muslime bestimmte „obligatorische Rechte“ (ḥuqūq lāzima) gegenüber ihren Glaubensbrüdern zustehen. Hierzu gehören Liebe (ḥubb), Freundlichkeit (muǧāmala) und Unterstützung (nuṣra). Daneben existieren noch bestimmte Personen und Personengruppen, die Sonderrechte (ḥuqūq ḫāṣṣa) besitzen. Dies sind (1) der Prophet Mohammed; (2) die Gelehrten (ʿulamāʾ) und Geistlichen (rabbānīyūn); (3) die Eltern und Verwandten; (4) Nachbarn, Freunde und Besucher, sowie (5) Bedürftige und Reisende. Nachdem er die Rechte dieser Personen und Personengruppen im Einzelnen beschrieben hat, nennt er die Dinge, durch die der Muslim seine Rechte gegenüber den Mitmuslimen verliert. Dies soll dann der Fall sein, wenn er (1) bewusst vom Islam abfällt, (2) das Vergießen des Bluts von Muslimen für erlaubt erklärt oder (3) Ungläubige unterstützt und ihnen gegen die Muslime hilft.
Im zweiten Kapitel, das sich der Erklärung des Barā'a-Prinzips widmet, behandelt er die Frage, wie sich die „Lossagung von den Feinden Gottes“ realisieren lässt. Hier nennt er insgesamt vier Punkte: (1) Die Pflicht, am Islam als Ganzem festzuhalten, (2) die Pflicht, seine Lossagung öffentlich zu machen, (3) das Verbot, dem Ungläubigen zu helfen und (4) das Verbot, sie in den Kreis der eigenen Vertrauten aufzunehmen. Nach ʿAbd ar-Rahmān gibt es aber drei Ausnahmen vom Barā'a-Prinzip: (1) Wenn man Daʿwa betreibt, muss man den Ungläubigen gegenüber geschmeidig sein, (2) der Muslim darf eine Angehörige der Ahl al-kitāb heiraten und das, was ein Angehöriger der Ahl al-kitāb geschlachtet hat, essen, (3) außerdem darf der Muslim gegenüber dem Ungläubigen, der mit ihm in einem Vertragsverhältnis steht, freundlich sein, ihm gegenüber wohltätig sein und ihm Rechtleitung wünschen. Letztgenannter Grundsatz schließt ein, dass man mit ihnen Geschenke austauschen, ihnen einen Krankenbesuch abstatten, zu ihrem Begräbnis gehen, ihnen kondolieren und zu ihren Festen gratulieren und ihre Einladungen annehmen darf.
Insgesamt zeigt dadurch ʿAbd ar-Rahmāns Walā'-Barā'-Verständnis eine relative Milde und Kompromissbereitschaft gegenüber Nicht-Muslimen. Bemerkenswert ist außerdem, dass ʿAbd ar-Rahmāns in seinem Buch extreme Auffassungen von al-Walā' wa-l-barā' kritisiert. So beschreibt er, dass einige Muslime auf Grundlage dieses Prinzips gesellige Versammlungen, Anstellungen im staatlichen Sektor, den Besuch von Schulen, das Benutzen von Geldscheinen, auf denen Bilder sind, Fernsehen, Reisen in nicht-muslimische Länder sowie das Erlernen von Fächern wie Geographie, Physik und Chemie verboten habe. Diese Auffassung brandmarkt er als charidschitische Irrlehre.

### Al-Qahtānī: die erste Systematisierung des Konzepts
Al-Qahtānī, der 1981 die ausführlichste Studie über al-Walā' wa-l-barā' verfasst hat, hat diese in eine Einführung und drei Teile gegliedert. In der Einführung betont er die große Bedeutung dieser Doktrin als essentiellen Bestandteil des islamischen Glaubens. Der erste Teil, der ca. 170 Seiten umfasst, ist in acht Kapitel untergliedert. Kapitel 1 definiert al-Walā' wa-l-barā' auf der Grundlage von Koran und Sunna, Kapitel 2 beschreibt die Feindschaft zwischen zwei konträren Gruppen, den „Freunden Gottes“ (auliyāʾ ar-raḥmān) und den „Freunden des Satans“ (auliyāʾ aš-šaiṭān), Kapitel 3 erklärt die sunnitische Position hinsichtlich al-Walā'-wa-l-barā', der zufolge die Menschen insgesamt drei verschiedenen Klassen angehören sollen, Kapitel 4 führt Beispiele für al-Walā' wa-l-barā' aus den Erzählungen des Korans über die vorislamische Zeit an, Kapitel 5 bis 6 nennen Beispiele für das Konzept aus der mekkanischen und medinischen Zeit des Propheten an, Kapitel 7 enthält eine Liste von 20 Formen der Formen der Freundschaft zu Ungläubigen, vor denen sich der muslimische Gläubige in Acht nehmen soll, in Kapitel 8 werden die schiitischen und charidschitischen Auffassungen des Konzepts zurückgewiesen.
Der zweite Teil des Buches, der ca. 130 Seiten umfasst, behandelt in sechs Kapiteln die Erfordernisse der Walāʾ-Balāʾ-Doktrin. Hierzu gehören die Gewährung der Rechte, die die Muslime gegeneinander haben (Kapitel 1), die Hidschra (Kapitel 2), der Dschihad auf dem Wege Gottes (Kapitel 3), die Absonderung von den Ungläubigen bei Ehe und Erbschaft (Kapitel 5), das Verbot der Angleichung an die Ungläubigen und das Streben nach dem Schutz der islamischen Gesellschaft (Kapitel 6) und Regeln für den Umgang der Muslime mit den Nicht-Muslimen (Kapitel 7).
Der dritte und letzte Teil des Buches mit ca. 50 Seiten wendet sich den praktischen Auswirkungen (aṣ-ṣūra at-taṭbīqīya) zu. Hier nennt er in einem ersten Kapitel zunächst positive Beispiele von den „frommen Altvorderen“ (as-Salaf aṣ-ṣāliḥ), die die Doktrin richtig angewandt haben. Das zweite Kapitel benennt einige bekannte muslimische Gelehrte aus der jüngeren Vergangenheit, die seiner Auffassung nach auf gefährliche Weise von dieser Doktrin abgewichen sind. Hierzu rechnet er unter anderem Rifāʿa at-Tahtāwī, ʿAbd ar-Rahmān al-Kawākibī, Muhammad Abduh und Tāhā Husain. Außerdem benennt er Formen der „gegenwärtigen intellektuellen Loyalität“ gegenüber den Ungläubigen. Hierzu rechnet er die Medien, die Verbreitung der Bücher der Orientalisten sowie die nicht-religiösen Ideologien wie Nationalismus und Internationalismus.

### Sālih ibn Fauzān: eine komprimierte Version
Die Schrift zu al-Walā' wa-l-barā' von Sālih ibn Fauzān ist im Wesentlichen eine Zusammenfassung des Buches von al-Qahtānī, enthält aber auch neue Punkte. Er zählt am Anfang seiner Schrift ebenfalls eine Reihe von Formen der Freundschaft (muwālāt) gegenüber den Ungläubigen auf, vor denen sich Muslime in Acht nehmen sollen, reduziert ihre Anzahl jedoch auf zehn Punkte. Hierzu gehören: (1) Die Angleichung an sie in Kleidung, Sprache, Barttracht, Speise und Trank, (2) Der Aufenthalt in ihren Ländern mit dem Ziel, vor der Religion zu fliehen, (3) Reisen in ihre Länder mit dem Ziel der Erholung, (4) Unterstützung und Verteidigung der Ungläubigen gegen Muslime, (5) Inanspruchnahme ihrer Hilfe, Vertrauen auf sie, Übertragung von Ämtern an sie, (6) Verwendung ihres Kalenders und ihrer Zeitrechnung, (7) Teilnahme an ihren Festen und Beglückwünschung dazu, (8) Ausdruck des Lobs und der Bewunderung für ihre zivilisatorischen Leistungen ohne Berücksichtigung ihres Irrglaubens, (9) Übernahme ihrer Eigennamen, (10) Bitte um Vergebung für sie.
Auf diese Liste folgt eine zweite Liste mit „Anzeichen für die Freundschaft gegenüber den Gläubigen“, die ebenfalls zehn Punkte umfasst und parallel aufgebaut ist. An erster Stelle steht hier die Auswanderung in die Länder der Muslime. Hier wird festgestellt, dass dem Muslim nur in zwei Fällen der Aufenthalt in den Ländern der Nicht-Muslime erlaubt sei, nämlich 1. wenn er nicht ausreisen kann oder 2. wenn in seinem Aufenthalt ein religiöser Zweck liegt wie etwa der Ruf zu Gott oder die Verbreitung des Islams.
Wie al-Qahtānī teilt Sālih ibn Fauzān die Menschen hinsichtlich der al-Walā'-wa-l-barā'-Doktrin in drei Gruppen ein. Sein Schema ist allerdings stärker ausgearbeitet:
1. Die erste Gruppe von Menschen muss ohne Einschränkung geliebt werden. Hierzu gehören die reinen Gläubigen mit den Propheten, den Märtyrern und Frommen und dem Gottesgesandten Mohammed an ihrer Spitze, die Frauen Mohammeds, die Ahl al-bait, die ehrenwerten Sahāba, darunter besonders die rechtgeleiteten Kalifen, die Muhādschirūn und Ansār, sodann die Muslime der folgenden Generationen bis zu den Gründern der vier Rechtsschulen. Nicht eingeschlossen in diesen Personenkreis sind jedoch die Rāfiditen und Charidschiten, die gehasst werden müssen.
2. Die zweite Gruppe muss ohne Einschränkung gehasst werden. Hierzu gehören alle Ungläubigen, Beigeseller, Heuchler, Apostaten und Ketzer (mulḥidūn).
3. Bei der dritten Gruppe, zu der alle sündigen Gläubigen (al-muʾminūn al-ʿuṣāt) gehören, kommen Liebe und Hass zusammen. Sie müssen wegen ihres Glaubens geliebt, wegen ihrer Sünden aber gehasst werden. Ihnen gegenüber müsse man das Prinzip des Amr bi-l-maʿrūf wa-n-nahy ʿani-l-munkar walten lassen. Man dürfe sich jedoch nicht vollkommen von ihnen lossagen, wie es die Charidschiten taten, und dürfe umgekehrt auch nicht ungetrübte Freundschaft zu ihnen schließen, wie es die Murdschi'a taten. Vielmehr müsse man hinsichtlich ihrer eine ausgewogene Haltung einnehmen, wie es die Lehrrichtung der Sunniten sei.[29]

### Aiman az-Zawāhirī: Al-Walā' wa-l-barā' als politisches Konzept
Stärker politisch ausgerichtet ist die Interpretation von al-Walā' wa-l-barā', die Aiman az-Zawāhirī in seiner zweiteiligen Schrift „al-Walā' wa-l-Barā': ein überliefertes Bekenntnis und eine verlorengegangene Realität“ (al-Walāʾ wa-l-barāʾ: ʿAqīda Manqūla wa-Wāqiʿ Mafqūd) liefert. Am Anfang dieser Schrift, die er im Dezember 2002 veröffentlichte, trifft er die Feststellung, dass die Menschheit in der Gegenwart einen hitzigen Kampf zwischen „den Mächten des Unglaubens, der Tyrannei und der Arroganz“ auf der einen Seite und der muslimischen Umma und ihrer „kämpfenden Avantgarde“ auf der anderen Seite erlebe. Dieser Konflikt habe mit den beiden Angriffen auf New York und Washington seinen Höhepunkt erreicht. Im ersten Teil seiner Schrift fasst az-Zawāhirī die Grundlagen seiner Walā'-Barā'-Doktrin in neun Punkten zusammen: (1) das Verbot, die Ungläubigen zu Freunden zu nehmen und ihnen mit Hand oder Zunge gegen die Gläubigen zu helfen; (2) das Gebot zum Hass auf die Ungläubigen und zur Unterlassung der Liebe zu ihnen; (3) das Verbot, sie zu Vertrauten zu machen; (4) das Verbot, Ungläubigen wichtige Posten anzuvertrauen; (5) das Verbot, den Überzeugungen und Ansichten der Ungläubigen zu folgen und sie zu preisen; (6) das Verbot, sie im Kampf gegen die Muslime zu unterstützen; (7) Dschihad gegen die Apostaten, die die Länder der Muslime beherrschen; (8) Ablehnung der Ausreden der Heuchler, die unter dem Vorwand der notwendigen Erhaltung politischer Stabilität Bündnisse mit den Ungläubigen eingehen; (9) Pflicht zur Unterstützung der Muslime im Kampf gegen die Ungläubigen.
Im zweiten Teil führt er Personengruppen auf, die von dem Bekenntnis zu al-Walā' wa-l-barā' abgewichen sind. Hierzu gehören seiner Auffassung nach:
1. Herrscher, die ihre Herrschaft auf etwas anderes als das geoffenbarte Gesetz stützen und Bündnisse mit Juden und Christen eingegangen sind. Als Beispiele nennt er die arabischen Regierungen, die im Zuge internationaler Abkommen das Existenzrecht Israels anerkannt haben.[33]
2. Offizielle Gelehrte, Journalisten, Medienleute, Schriftsteller, und andere offizielle Funktionsträger, „die Gehälter dafür empfangen, dass sie die Lüge unterstützen und maskieren und die Verfechter der Wahrheit anfeinden und schmähen.“ Als Beispiel nennt er den Mufti Ägyptens, der dem ägyptischen Militärtribunal die religiöse Legitimation gegeben habe, um Muhammad Abd al-Salam Faradsch und andere „Helden des Islam in Ägypten“, die Anwar as-Sadat getötet hatten, hinzurichten.[34]
3. Diejenigen, die für den „eingebildeten Friedensschluss“ (at-taṣāluḥ al-mauhūm) mit Juden und Christen werben.
4. Gruppen von muslimischen Kämpfern, die in Afghanistan an der Seite von Amerika kämpfen.[34]

Joas Wagemakers vermutet, dass az-Zawāhirī diese politische Interpretation des Walā'-Barā'-Konzepts von Abū Muhammad al-Maqdisī übernommen hat, Al-Maqdisī hatte in seinem 1989 veröffentlichten Buch „Die klaren Aufdeckungen über den Unglauben des saudischen Staates“ (Al-Kawāšif al-ǧalīya fī kufr ad-daula al-Suʿūdīya) auf Grundlage dieses Konzepts die außenpolitische Anlehnung Saudi-Arabiens an die USA kritisiert und argumentiert, dass der Staat durch seine „Loyalität gegenüber den Feinden der Religion“ (muwālāt aʿdā ad-dīn) in Unglauben verfallen sei. In Saudi-Arabien gab es noch einige andere Gelehrte, die diese Position teilten. So erklärte Yūsuf al-ʿUyairī, der Anführer von al-Qaida auf der arabischen Halbinsel, im Jahre 2001, dass Saudi-Arabiens Loyalität gegenüber Amerika und anderen Alliierten die saudischen Gelehrten davon abhalte, die Gräueltaten dieser Länder gegenüber den Muslimen zu benennen. Auf diese Weise würden die Gelehrten das Bild von al-walā‘ wa-l-barāʾ beschmutzen. Muhammad al-Masʿarī, der Leiter des Committee for the Defense of Legitimate Rights (CDLR), warf saudischen Gelehrten wie al-Fauzān vor, allerlei unwichtige Handlungen im persönlichen Bereich als Form von al-Walā' zu bezeichnen, während sie umgekehrt den Kampf der Amerikaner gegen den Irak ungestört hinnahmen. Seiner Auffassung hatte al-Fauzān das Prinzip von al-Walā' wa-l-barā' mit dem Verbot der „Angleichung an Ungläubige“ (tašabbuh al-kuffār) verwechselt, die zwei ganz unterschiedliche Dinge seien. Während Fehlverhalten bei Ersterem den Muslim zum Ungläubigen werden lasse, sei Fehlverhalten bei Letzterem lediglich Sünde.
Da derartige Walā'-Barā'-Interpretationen die saudische Führung und Gelehrsamkeit in Bedrängnis brachten, bemühten sie sich, ihnen den Boden zu entziehen. In einem Buch, das 2005 mit Unterstützung der Islamischen Weltliga gedruckt wurde, erklärte der Gelehrte Hātim ibn ʿĀrif al-ʿAunī, dass Walā' gegenüber Ungläubigen nur dann zu Unglauben führen können, wenn dieser im eigenen Herzen verankert sei. Die Inanspruchnahme der Hilfe von Ungläubigen (al-istiʿāna bi-l-kuffār) allein lasse einen dagegen nicht zum Kāfir werden. Das bedeute, dass nur solche Muslime, die ihre Loyalität gegenüber Nicht-Muslimen mit einer offenen Abwendung vom Islam verbinden, „Ungläubige“ (kuffār) genannt werden könnten. Da Muslime dies üblicherweise nicht tun, könne „die Inanspruchnahme der Hilfe von Ungläubigen“ nicht als ein Mittel zum Takfīr verwendet werden.

### Die Walā'-Barā'-Schrift der ISIS-Organisation
Nach ihrer Gründung im April 2013 gab auch die Organisation Islamischer Staat im Irak und der Levante (ISIS) eine eigene Schrift zu al-Walāʾ wa-l-Barāʾ heraus. Sie erschien in dem „staatseigenen“ Verlag Maktabat al-Himma und hat den Titel „Wisse, dass (das Glaubensbekenntnis) Lā ilāha illā Llāh Loyalität und Loslösung ist“ (Fa-ʿlam anna lā ilāha illā Llāh al-Walāʾ wa-l-barāʾ) ist. Die Schrift enthält auch eine längere Liste mit Personengruppen, denen die Loyalität (walāʾ) der Organisation gilt. Hierzu gehören unter anderem alle diejenigen, die ihre Heimat verlassen, um die Dschihad-Kämpfer „im Irak, in Tschetschenien, Somalia, Mali, im Maghreb, in Turkestan, auf der arabischen Halbinsel, in Afghanistan, Palästina und Syrien“ zu unterstützen, sowie der „Gläubige, der die Demokratie ablehnt, die den Menschen vergöttlicht und verhindert, dass die Herrschaft Gott zukommt.“

## Kritik
Außerhalb der salafistischen Strömung findet das Konzept al-Walā' wa-l-barā' nur wenig Zustimmung. Der ägyptische Gelehrte Yusuf al-Qaradawi vertritt zum Beispiel die Auffassung, dass Freundschaft und soziale Beziehungen mit Nicht-Muslimen durchaus zulässig seien. Das Gebot, soziale Kontakte zu unterlassen, sieht er nur gegenüber Personen oder Personengruppen gerechtfertigt, die den Islam oder Muslime aktiv bekämpfen. Ebenso ist es nach Qaradawi erlaubt, sich auf staatlicher Ebene bei Nicht-Muslimen in technischen, politischen und militärischen Fragen um Hilfe zu bemühen. Dies ist nach seiner Aussage nur gegenüber denjenigen verboten, die den Islam selbst bekämpfen.
Eine explizite Kritik der salafistischen Lehre von al-Walā' wa-l-barā' veröffentlichte 2007 in Kairo der liberale ägyptische Islam-Gelehrte Gamal al-Banna. Sein Buch hat den Titel „Ja zur Solidarität, nein zur Lossagung: Das Problem von al-Walā' wa-l-barā' ist das Problem des Anderen, das zahlreiche Generationen von Jugendlichen der islamischen Missionsbewegungen in die Irre geführt hat“ (Naʿam li-l-walāʾ lā li-l-barāʾ: qaḍīyat al-walāʾ wa-l-barāʾ: hiya qaḍīyat al-āḫar allatī aḍallat aǧyālan ʿadīda min šabāb ad-daʿwāt al-islāmīya).